# Griffin Gluck
Griffin Alexander Joseph Gluck (Los Angeles, 24 agosto 2000) è un attore statunitense, noto principalmente per i ruoli di supporto in Mia moglie per finta, Private Practice, United States of Tara, Back in the Game e Locke & Key.

## Biografia
Griffin Gluck è nato a Los Angeles, California. Figlio di Cellin Gluck, regista e produttore cinematografico originario della prefettura di Wakayama, e della produttrice cinematografica Karin Beck. Ha una sorella maggiore, Caroline, la quale lo ha fatto appassionare alla recitazione portandolo ad assistere a vari spettacoli teatrali e convincendolo, all'età di sei anni, a prendere parte ad una rappresentazione di Guys and Dolls alla Palisades Playhouse. Successivamente ha iniziato ad apparire in diversi spot pubblicitari giapponesi, tra cui quello dei DVD di Heroes.
Nel 2009 debutta al cinema con Saidoweizu, remake di un film giapponese diretto dal padre. Contemporaneamente ottiene il ruolo di protagonista nel musical Oliver! messo in scena da Mariko Ballentine a North Hollywood. Negli anni successivi compare come guest star in The Office e United States of Tara, mentre dal 2011 al 2013 ottiene un ruolo ricorrente in Private Practice; inoltre recita al fianco di Adam Sandler e Jennifer Aniston in Mia moglie per finta, commedia romantica di Dennis Dugan che gli vale una nomination ai Young Artist Awards.
Dal 25 settembre 2013 entra a far parte del cast principale della sitcom ABC Back in the Game, cancellata dopo una sola stagione. Nel 2014, ha recitato nel ruolo di Charlie nella serie di Fox, Red Band Society.
Gluck ha avuto il suo primo ruolo da protagonista interpretando Rafe Khatchadorian nel film del 2016 Scuola media: gli anni peggiori della mia vita, basato sul romanzo omonimo di James Patterson. Nel corso dei due anni successivi ha avuto ruoli minori in alcuni episodi di diverse serie tv e film. Nel 2019 ha interpretato Monroe nel film Giovani e felici (Big Time Adolescence) con Pete Davidson. Nello stesso anno si è unito al cast della serie televisiva Locke & Key, uscita su Netflix nel 2020. Interpreterà per due stagioni uno dei personaggi principali: Gabe.

## Filmografia

### Cinema
- Time Out, regia di Robbie Chafitz – cortometraggio (2003) - non accreditato
- Saidoweizu, regia di Cellin Gluck (2009)
- Mia moglie per finta (Just Go with It), regia di Dennis Dugan (2011)
- A Boy's Life, regia di Elias Benavidez – cortometraggio (2011)
- Through the Lens, regia di Cellin Gluck – cortometraggio (2012)
- Trust Me, regia di Clark Gregg (2013)
- Just Before I Go, regia di Courteney Cox (2014)
- Larry Gaye: Renegade Male Flight Attendant, regia di Sam Friedlander (2015)
- All Hallows' Eve 2, regia di Bryan Norton, Jesse Baget, Elias Benavidez, Andrés Borghi, Jay Holben, Mike Kochansky, James Kondelik, Jon Kondelik, Antonio Padovan, Ryan Patch e Marc Roussel (2015) - filmati d'archivio
- Anime gemelle (Baby, Baby, Baby), regia di Brian Klugman (2015)
- Scuola media: gli anni peggiori della mia vita (Middle School: The Worst Years of My Life), regia di Steve Carr (2016)
- Proprio lui? (Why Him?), regia di John Hamburg (2016)
- Giovani e felici (Big Time Adolescence), regia di Jason Orley (2019)
- Tall Girl, regia di Nzingha Stewart (2019)
- Dinner in America, regia di Adam Rehmeier (2020)
- Tall Girl 2, regia di Emily Ting (2022)
- Time Cut, regia di Hannah Macpherson (2024)

### Televisione
- The Office – serie TV, 1 episodio (2010)
- Once upon a time - serie TV (2011)
- United States of Tara – serie TV, 3 episodi (2011)
- The Council of Dads, regia di Anthony e Joe Russo – film TV (2011)
- Private Practice – serie TV, 32 episodi (2011-2013)
- Back in the Game – serie TV, 13 episodi (2013-2014)
- Silicon Valley – serie TV, 1 episodio (2014)
- Red Band Society – serie TV, 13 episodi (2014-2015)
- About a Boy – serie TV, 3 episodi (2015)
- Life in Pieces – serie TV, 1 episodio (2015)
- Cuckoo regia di Peter Farrelly – film TV (2015)
- Impastor – serie TV, 2 episodi (2016)
- Papà a tempo pieno (Man with a Plan) – serie TV, 1 episodio (2017)
- The Mick – serie TV, 2 episodi (2017-2018)
- American Vandal – serie TV, 16 episodi (2019)
- Locke & Key – serie TV, 20 episodi (2020-2021)
- Love Life – serie TV, 1 episodio (2020)
- Day by Day – serie TV, 1 episodio (2020)
- Cruel Summer - serie TV, 10 episodi (2023)

## Doppiatore
- Batman vs. Robin, regia di Jay Oliva (2015) uscito in home video
- The Boxcar Children: Surprise Island, regia di Anna Chi, Daniel Chuba, Mark A.Z. Dippé e Wonjae Lee (2018)

## Riconoscimenti
- 2012 – Young Artist Awards[3][10]
  - Nomination Miglior attore giovane non protagonista per Mia moglie per finta
- 2017 – Young Entertainer Awards[10]
  - Nomination Best Young Ensemble Cast – Feature Film per Middle School: The Worst Years of My Life (con Thomas Barbusca, Isabela Merced e Alexa Nisenson)

## Doppiatori italiani
Nelle versioni in italiano delle opere in cui ha recitato, Griffin Gluck è stato doppiato da:
- Tito Marteddu in Mia moglie per finta, Scuola media: gli anni peggiori della mia vita, Cruel Summer
- Federico Campaiola in Tall Girl, Locke & Key, Tall Girl 2
- Riccardo Suarez in Private Practice (ep. 6x05-13), Proprio lui?
- Andrea Di Maggio in Private Practice (st. 5, ep. 6x01-04)
- Francesco Ferri in Back in the Game
- Leonardo Della Bianca in Red Band Society
- Leonardo Caneva in American Vandal
- Matteo Garofalo in Time Cut